# Dunaburgo (distrito)
Dunaburgo (letão: Daugavpils rajons) é um distrito da Letónia localizado na região de Lategália. Sua capital é a cidade de Dunaburgo.